# 大阪治験病院
医療法人平心会 大阪治験病院（いりょうほうじんへいしんかい おおさかちけんびょういん）は、大阪府大阪市淀川区に位置する医療法人の病院である。日本初の臨床試験（治験）に特化した病院で第I相 - 第III相試験および製造販売後臨床試験に対応している。
治験に特化した診療を行っており、現在一般保険診療は行わない。。年末年始は休診。

## 沿革
- 2005年（平成17年）11月 - 開設
- 2006年（平成18年）7月 - 医療法人平心会に加入

## 交通
- JR・地下鉄新大阪駅より徒歩7分（約550m）。

## 関連施設
- ToCROMクリニック
- OCROMクリニック